# Скадовские
Скадовские — шляхетский род, причисленный к гербу «Доленга». Со времени разделов Польши — в России.
Существовали две ветви: херсонская (от Балтазара Балтазаровича) и таврическая (от его племянника, Якова Яковлевича). В 1796 году они приняли русское подданство, присягнув на верность императору Павлу I. В 1813 году дворянские права Скадовских были подтверждены в Российской империи. Род был внесен в первую часть родословных книг.
Балтазар Балтазарович Скадовский в 1795 году получил чин подполковника армии Речи Посполитой. В гражданском ведомстве он занимал должность «директора коммерции польской по Чёрному морю», штаб-квартира которой располагалась в Херсоне.
Яков Яковлевич, майор польских войск, работал в той же торговой компании, что и его дядя. После ухода с государственной службы, принял должность управляющего Черно-Долинской экономией графов Мордвиновых.

## Персоналии
- Скадовский, Иван Георгиевич (Иоанн Скадовский, 1874—1937) — священник. Причислен к лику святых Русской православной церкви в 2000 году.
- Скадовский, Николай Львович (1846—1892) — художник.
- Скадовский, Сергей:[править]  -  Скадовский, Сергей Балтазарович (1863—1918) — русский общественный деятель, член Государственного Совета по выборам. Основатель черноморского порта Скадовска.
  -  Скадовский, Сергей Николаевич (1886—1962) — советский гидробиолог, сын Н. Л. Скадовского.